# Sarah Jones
Sarah Jones, född 17 juli 1983, är en amerikansk skådespelare.
Jones har bland annat medverkat i TV-serierna Alcatraz, For All Mankind och En riktig man.

## Filmografi (i urval)
- 2012 – Alcatraz (TV-serie)
- 2019–2021 – For All Mankind (TV-serie)
- 2024 – En riktig man (TV-serie)